# Ludwig Osterhold
Johann Friedrich Ludwig Osterhold (* 5. Oktober 1777 in Netzer Tiergarten; † nach September 1848 ebenda) war ein deutscher Bürgermeister und Politiker.

## Leben
Osterhold war der Sohn des Oberjägers am Netzer Tiergarten Johann Friedrich Osterhold (* 15. Mai 1746 in Netzer Tiergarten; † 29. September 1805 ebenda) und dessen Ehefrau Sophie Wilhelmine geborene Frautschi (Frautschy) (* 12. September 1755 in Wetterburg; † 11. Mai 1832 in Alt-Wildungen). Er heiratete am 29. April 1802 in Alt-Wildungen Maria Elisabeth Selzer (* 22. Oktober 1782 in Alt-Wildungen; † 15. November 1806 ebenda (im Wochenbett)), die Tochter des Ratsgewandten und Kirchenprovisors Johann Henrich Selzer und der Charlotte Elisabeth geborene Kahlhöfer. In zweiter Ehe heiratete er am 19. Juli 1807 in Alt-Wildungen Caroline Christine Wilhelmine Frautschi (Frautschy) (* 22. Juni 1784 auf der Meierei Bilstein bei Braunsen; † 5. Juli 1848 in Alt-Wildungen), Tochter des Erbpächters auf Gut Bilstein bei Braunsen Johann Peter Frautschi (Frautschy) und der Helena Sophia Christina Koch. Albert Osterhold war ein Neffe.
Osterhold gehörte 1829/30 zu den Bürgern erster Klasse und bezahlte an Schatzung 24 Groschen 1½ Pfennig. 1821/22 und 1823/24 amtierte er als Bürgermeister der Stadt Alt-Wildungen. Als solcher war er von (Herbst) 1821 bis (Herbst) 1822 und erneut vom 18. Oktober 1823 bis zum 18. Oktober 1824 Mitglied des Landstandes des Fürstentums Waldeck.